# Спилит

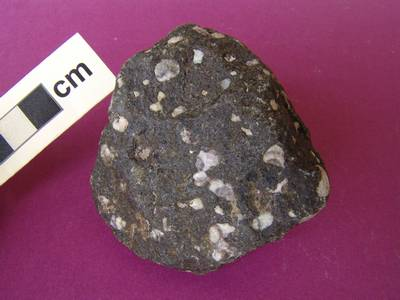
Спилит

Спилит (от греч. σπιλις (спилис) — скала, утёс) — палеотипная порода,  альбитизированный диабаз. Спилит образуется в результате подводных вулканических извержений.  Название было предложено Александром Броньяром в 1827 году. В 3-м издании Петрографического кодекса термин признан устаревшим, и от его использования рекомендовано отказаться.
Спилит имеет мелкокристаллическую миндалекаменную структуру, типично пилотакситовую или интерсертальную.
Решётка структуры образована из узких и длинных пластин (лейст) альбитизированного плагиоклаза и заполнена хлоритом и рудными материалами, которые развились по стекловатому базису. Встречаются также авгит и амфибол.
Подобно другим породам, образующимся под водой, спилит характеризуется шаровой отдельностью и залеганием поблизости от радиолярита.